# Brauerei Gold Ochsen
Die Brauerei Gold Ochsen GmbH ist eine Brauerei in Ulm.

## Geschichte

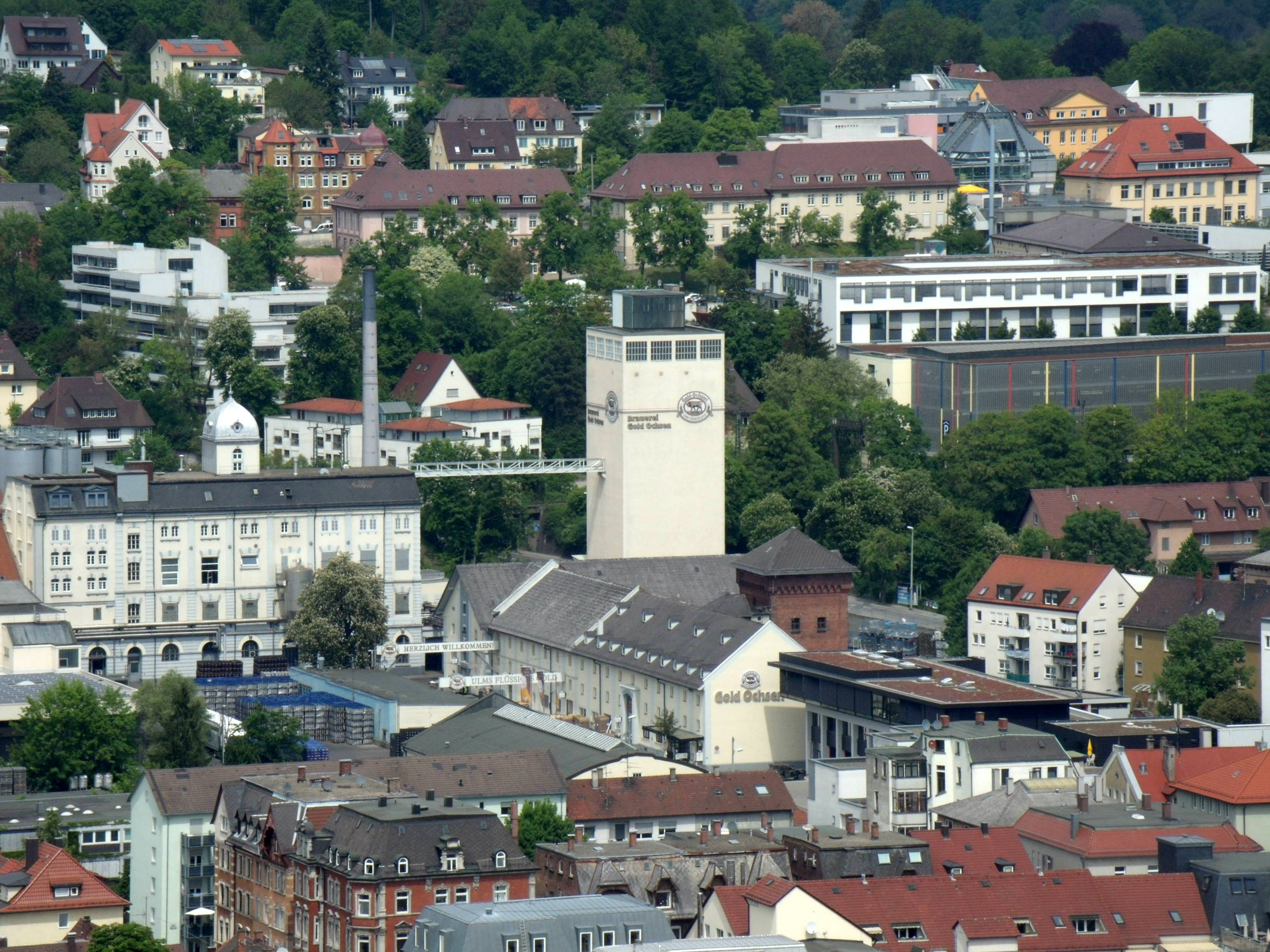
Brauerei Gold Ochsen in Ulm

Der Name Gold Ochsen ist seit 1499 in Ulm bekannt. 1597 gründete der Wirt Gabriel Mayer in der Herdbruckerstraße in der Ulmer Altstadt nahe der Donau die Herberge, Brauerei und Weinwirtschaft Zum Goldenen Ochsen. Im Laufe der Zeit wechselten die Eigentümer häufig.
1812 erwarb der Bierbrauer und Zunftvorgesetzte Jakob Wieland die Brauerei. 1867 verkaufte sein Sohn Philipp Wieland sie an die Familie Leibinger, welche sie seither im Familienbesitz hält. Mit dem Umzug an den damaligen Nordrand von Ulm unterhalb des Michelsbergs wurde eine neue Brauerei im Veitsbrunnenweg bezogen. Das Wasser für die Bierherstellung kommt ausschließlich aus dem Veitsbrunnen. Er ist benannt nach dem heiligen Veit, der um 304 in Süditalien lebte und als Schutzpatron der Bierbrauer galt. Mit 234 Metern ist er der tiefste Brunnen Ulms und liegt direkt auf dem Brauereigelände.
Dank der Tatsache, dass die Zerstörungen während des Zweiten Weltkriegs kaum nennenswert waren, konnte dieser Standort erhalten werden.
Nach dem Krieg erwarb die Brauerei Konzessionen für Produkte der Firma PepsiCo und bietet seither auch alkoholfreie Getränke an. Zu diesem Zweck wurde 1960 eine eigene Vertriebsfirma, die Ulmer Getränke Vertrieb GmbH, UGV gegründet. Gold Ochsen und die UGV bilden heute den größten Getränkeverbund der Region Donau-Iller.
1991 übernahm Ulrike Freund, die Tochter des vormaligen Geschäftsführers August Leibinger, die Führung des Familienunternehmens in fünfter Generation.
Die Brauerei betreibt seit 2012 zwei Abfüllanlagen mit einer Leistung von je bis zu 40.000 Flaschen pro Stunde.
2020 wurde eine neue Dosenabfüllanlage mit einer Kapazität für ca. 10.000 Dosen pro Stunde in Betrieb genommen.

## Sonstiges
Auch als Veranstalter ist die Brauerei Gold Ochsen aktiv. In Kooperation mit den Stadtwerken Ulm/Neu-Ulm kann das „Gold Ochsen Bierbähnle“, ein alter Straßenbahnwagen, der auf dem Schienennetz durch Ulm fährt, für private Zwecke gemietet werden.
Der Werbeslogan des Unternehmens lautet „Ulms flüssiges Gold“.

## Produkte (Auswahl)

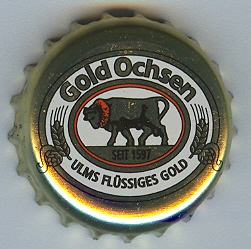
Kronkorken der Brauerei

- Produktion: 600.000 Hektoliter, davon Bier mit 240.000 hl

### Biere
- Ulmer Hell
- Ulmer Hell Alkoholfrei
- Original
- Original Alkoholfrei
- Pils
- Radler
- Kristallweizen
- Special
- Kellerbier Naturtrüb
- Kellerbier Dunkel
- Kellweizen Urtyp
- Kellerbier Radler
- Hefeweizen Hell
- Hefeweizen Alkoholfrei
- Hefeweizen Dunkel
- Hefeweizen Leicht
- August’s Bock
- Weizenbock
- Weihnachtsbier

Jahrgangsbiere:
- Sherry Mandarina 2013
- Maltator 2014
- Ulmer Pale Ale 2015
- Saphir Bourbon Bock 2016
- Finest Barrique Ale 2017
- Ulmer Rauch Doppelbock 2018
- Gold Ochsen Porter 2019
- Kristallweizen Doppelbock 2020
- Ulmer Rotbock 2021

### OXX
- OXX Lager
- OXX Sport

### Sonstige Getränke
Die Brauerei agierte bis 2016 als Lohnabfüller für Pepsi und weiterhin auch für Libella. Seit 2016 werden von Gold Ochsen die Marken Afri-Cola und Bluna für die Mineralbrunnen Überkingen-Teinach AG abgefüllt.